# Джордж Езра
Джордж Езра Барнет (англ. George Ezra Barnett, нар. 7 червня 1993) — британський співак і гітарист.
Після релізу двох міні-альбомів , Did You Hear the Rain? в листопаді 2013 та Cassy'O в березні 2014 , Езра пише сингл «Budapest» , який досягає вершин чартів в багатьох країнах, зокрема в Австрії, Бельгії, Новій Зеландії і Чехії займає першу сходинку. Свій дебютний студійний альбом Wanted on Voyage випустив в червні 2014, який дістався першої сходинки у Великій Британії й потрапив в 10 кращих в сімох країнах. Альбом потрапив в трійку кращих за продажами в 2014 у Великій Британії.
Його другий студійний альбом випущений Staying at Tamara's, випущений в березні 2018 зайняв першу сходинку чартів Британії і потрапив в топ-10 чартів восьми інших країн. Paradise - сингл з альбому посідав друге місце у Великій Британії, поки інший сингл Shotgun займав першу сходинку. Сингл Shotgun також займав перше місце в Новій Зеландії, Австралії та Ірландії. В лютому 2019 Езра виграв Brit Music Award в категорії British Male Solo Artist.

## Біографія
Джордж Езра Барнет народився 7 червня 1993 в Гартфорді, Гартфордшир. Його батьки викладачі, а його батько викладав у школі Барнвел у Стівенеджі. Езра навчався в початковій школі в Бенгео, а згодом в школі Саймона Балле.
В 18 років він переїхав в Брістоль і вступив в жовтні 2011 в Британський і Ірландський інститут сучасної музики. Менш ніж через рік він підписав контракт з Columbia Records. Джордж брав участь в фестивалі в Гластонбері в 2013 році, перед тим як випустити свій перший міні-альбом Did You Hear the Rain?
Джордж має старшу сестру Джессіку, яка супроводжує його на гастролях, та молодшого брата Ітана, який теж є співаком та автором пісень, який виступає під псевдонімом Десять Тон. Джордж Езра є футбольним фанатом і підтримує лондонський футбольний клуб Тотенхем Готспур та рідний клуб ФК Стівенідж

## Дискографія

### Міні-альбоми
- Did You Hear the Rain?(2013)
- Cassy'O (2014)

### Альбоми
- Wanted on Voyage(2014)
- Staying at Tamara's(2018)

### Сингли
- Did You Hear the Rain?(2013)
- Budapest(2013)
- Cassy'O(2014)
- Blame It on Me(2014)
- Listen to the Man(2014)
- Barcelona(2015)
- Don't Matter Now(2017)
- Paradise(2018)
- Shotgun(2019)

## Номінації та нагороди
| Рік  | Нагорода                  | Номінант            | Категорія                      | Результат | Пос.   |
| ---- | ------------------------- | ------------------- | ------------------------------ | --------- | ------ |
| 2014 | BBC Music Awards          | Budapest            | Пісня року                     | Номінація | [ 4 ]  |
| 2015 | Brit Awards               | Джордж Езра         | Прорив року                    | Номінація | [ 5 ]  |
| 2015 | Brit Awards               | Джордж Езра         | Британський соло виконавець    | Номінація | [ 5 ]  |
| 2015 | Brit Awards               | Wanted on Voyage    | Кращий британський альбом року | Номінація | [ 5 ]  |
| 2015 | Brit Awards               | Budapest            | Краща британська пісня року    | Номінація | [ 5 ]  |
| 2015 | YouTube Music Awards      | Джордж Езра         | 50 виконавців вартих уваги     | Перемога  | [ 6 ]  |
| 2015 | Teen Choice Awards        | Budapest            | Рок-пісня року                 | Номінація | [ 7 ]  |
| 2015 | MTV Video Music Awards    | Budapest            | Виконавець року                | Номінація | [ 8 ]  |
| 2016 | BMI London Awards         | Budapest            | Пісня року                     | Номінація | [ 9 ]  |
| 2018 | BBC Radio 1               | Shotgun             | Hottest Record of the Year     | Номінація | [ 10 ] |
| 2019 | Brit Awards               | Джордж Езра         | Британський соло виконавець    | Перемога  | [ 11 ] |
| 2019 | Brit Awards               | Staying at Tamara's | Кращий британський альбом року | Номінація | [ 11 ] |
| 2019 | Brit Awards               | Shotgun             | Британський сингл року         | Номінація | [ 11 ] |
| 2019 | Золота камера             | Джордж Езра         | Best music international       | Перемога  | [ 12 ] |
| 2019 | GQ Men of the Year Awards | Джордж Езра         | Live Act of the Year           | Перемога  | [ 13 ] |

## Подкасти
12 лютого 2018 року Езра випустив перший епізод свого подкасту «Джордж Езра і друзі» — шоу, де він спілкується з іншими артистами, тривалість якого зазвичай становить від 45 хвилин до півтори години. Серіал розпочався з запрошення британського співака Еда Ширана 12 лютого 2018 року. Натхненням для створення власного подкаст-шоу було прослуховування інших подкастів із зображенням «коміків, що спілкуються з іншими коміками». Наступними гостями були Rag'n'Bone Man, Ханна Рід з групи London Grammar, Крейг Девід, Бен Тетчер, Джайлз Мартін, Деклан МакКенна, Джессі Уор, Джастін Янг, Сем Сміт, Лілі Аллен та сер Елтон Джон. Другий сезон розпочався 19 листопада 2018 року з британський співаком, колишнім учасником One Direction Найлом Хораном. Подальші гості — Еллі Голдінг, Лорі Вінсент, Сігрід, Оллі Олександр, Ніл Роджерс, Лейф Воллебек та сер Том Джонс.
Подкасти можна прослухати на Apple Podcasts.